# Paseo de las Cañadas
Paseo de las Cañadas es una localidad del estado mexicano de Jalisco. Es parte del municipio de Tonalá.

## Demografía
| Censo | Población |
| ----- | --------- |
| 2010  | 1 963     |
| 2020  | 3 280     |